# Латинская Швейцария

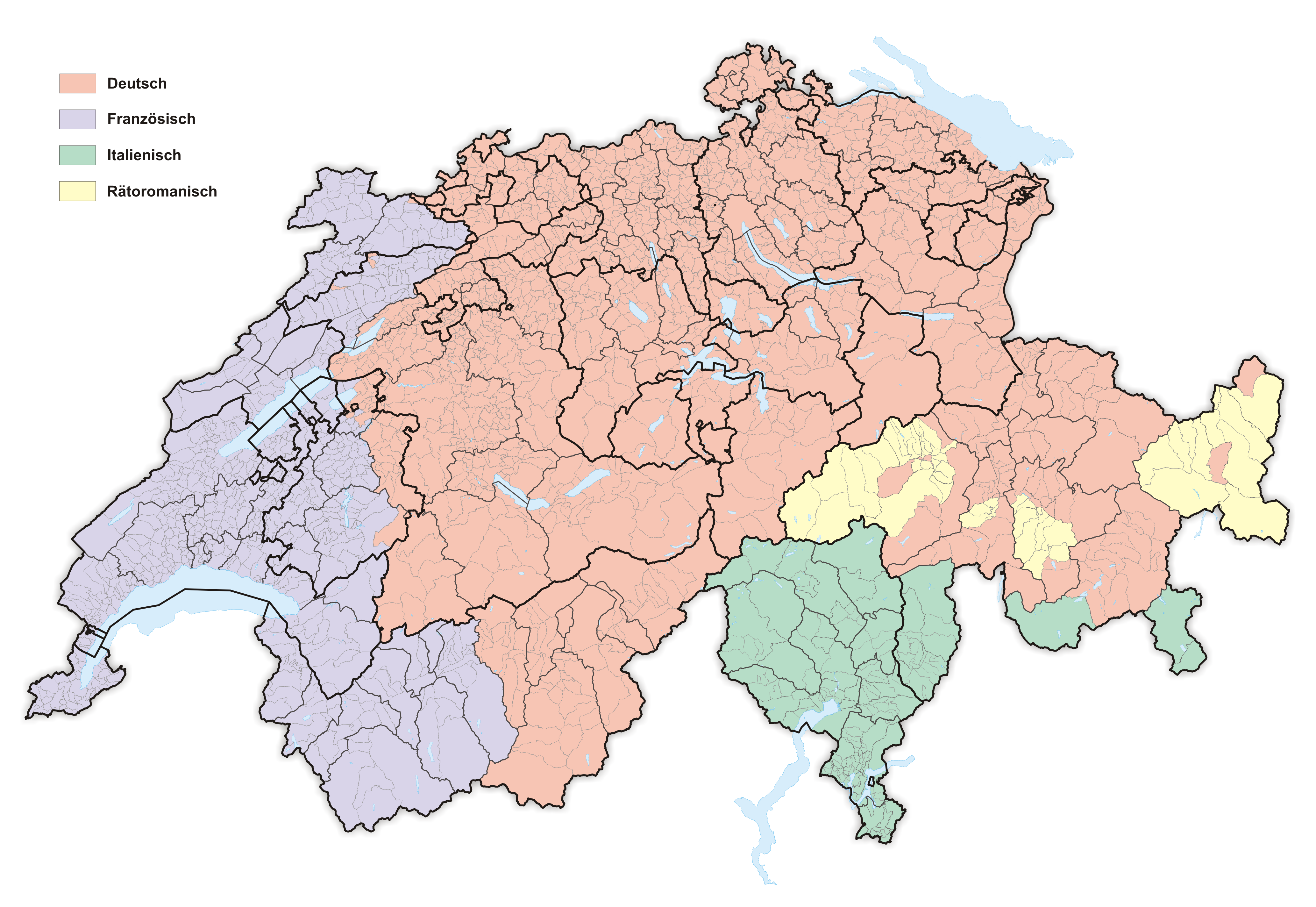
Языковая карта Швейцарии (2013)

Лати́нская Швейца́рия (нем. Lateinische Schweiz) — собирательное названия для ряда швейцарских кантонов, в которых используются романские языки. Если быть точнее, то обозначение «Латинская Швейцария», противопоставленное понятию «Германская Швейцария», распространяется на общины или даже конкретные города и сёла, так как в Швейцарии существуют кантоны, где используется сразу два языка.
Таким образом, в составе Латинской Швейцарии выделяют Французскую Швейцарию (Романдию, фр. Suisse romande), Итальянскую (итал. Svizzera italiana) и Ретороманскую Швейцарию (романш. Rumantschs). Самой крупной по численности является франкоязычная часть, которая составляет 20,4 % всего населения и занимает юго-западные кантоны Женева, Во, Невшатель и Юра, а также частично Берн, Вале и Фрибур. Второй по численности является итальяноязычная часть, которая занимает кантоны Тичино и Граубюнден. Наконец, самая малочисленная группа, признанная конституционно, говорит по-романшски и составляет Ретороманскую Швейцарию (Граубюнден).